# 문창무
문창무(文昌武, 1946년 6월 14일 ~ )는 대한민국의 정치인이다. 제2·3대 부산광역시 중구의원, 제8대 부산광역시의원을 지냈다.

## 학력
- 1962.03 ~ 1965.02 부산남고등학교 졸업
- 2002.03 ~ 2007.02 5년제 방송통신대학교 법학과 학사 졸업

### 비학위 수료
- 2007.03 ~ 2009.08 부산대학교 행정대학원 행정학 석사 졸업
- 2011.09 ~ 2012.02 부경대학교 대학원 정치외교학과 휴학

## 경력
- 동광동 동정자문위원
- 덕원중학교 육성회장
- 한국자유총연맹 중구지부장
- 부산 남포로타리 총무
- 부산 남포로타리 클럽회장
- 새마을운동 부산 중구 지회장
- 민주평화통일자문회의 중구 협의회장
- 대한산악연맹 부산시연맹 당연직 이사
- 1995.07 ~ 1998.06 제2대 부산광역시 중구의회 의원
- 1995.07 ~ 1996.12 제2대 부산광역시 중구의회 전반기 예산결산특별위원회 위원
- 1997.01 ~ 1998.06 제2대 부산광역시 중구의회 후반기 예산결산특별위원회 위원
- 1998.07 ~ 2002.06 제3대 부산광역시 중구의회 의원
- 1998.07 ~ 2000.07 제3대 부산광역시 중구의회 전반기 예산결산특별위원회 위원
- 2000.03 ~ 2000.03 제3대 부산광역시 중구의회 청원심사특별위원회 위원
- 2000.07 ~ 2002.06 제3대 부산광역시 중구의회 후반기 예산결산특별위원회 위원
- 2012 제18대 대통령 선거 새누리당 박근혜 후보 특보
- 부산광역시 미래유산보존위원회 위원
- 2018.07 ~ 2022.04 제8대 부산광역시의회 의원
- 2018.07 ~ 2020.07 제8대 부산광역시의회 전반기 경제문화위원회 위원
- 2018.07 ~ 2020.07 제8대 부산광역시의회 전반기 윤리특별위원회 위원장
- 2018.07 ~ 2020.07 제8대 부산광역시의회 전반기 예산결산특별위원회 위원
- 2020.07 ~ 2022.04 제8대 부산광역시의회 후반기 운영위원회 위원
- 2020.07 ~ 2022.04 제8대 부산광역시의회 후반기 기획재경위원회 위원
- 2020.09 ~ 2022.04 제8대 부산광역시의회 자치분권균형발전특별위원회 위원장

## 역대 선거 결과
|  | 33.7% |

|  | 53.75% |

|  | 0% |

|  | 44.20% |

|  | 46.62% |

|  | 48.81% |

|  | 7.17% |

|  | 55.24% |

|  | 29.93% |